# Wiedźmikołaj
Wiedźmikołaj (ang. Hogfather) – humorystyczna powieść fantasy Terry’ego Pratchetta, dwudziesta część cyklu Świat Dysku, wydana w 1996 r. (polskie wydanie w roku 2004, tłumaczenie: Piotr W. Cholewa).
Powieść opowiada o Śmierci, który w wigilię Nocy Strzeżenia Wiedźm postanowił zastąpić Wiedźmikołaja, który gdzieś się zapodział. Wnuczka Śmierci - Susan - z pomocą gadającego kruka z apetytem na gałki oczne, Śmierci Szczurów i boga kaca musi odnaleźć Wiedźmikołaja, inaczej nie wzejdzie Słońce.